# KIDS (2008年の映画)
『KIDS』（キッズ）は、2008年2月2日に東映の配給で公開された日本映画。原作は、乙一の短編小説「傷 -KIZ/KIDS-」。制作プロダクションはSTUDIO SWAN、VFXプロダクションとして白組が参加している。
原作小説は、短編集『きみにしか聞こえない CALLING YOU』及び『失はれる物語』に収録されており、同じく収録されている短編小説「Calling You」は、本作と同じ荻島達也監督により映画化されている。

## あらすじ
何の取り柄もない町に暮らすタケオは、いつもマスクをする女性・シホが働く飲食店で食事をするのが楽しみ。ある日その店で不思議な力を持つ若者に出会い、タケオがもう一度力を見せてもらおうと外に連れ出す。直後に現れた不良たちとケンカになりタケオは手にケガを負うが、若者が患部に触れるとケガがみるみるうちに浅くなる。引っ越してきたばかりの若者・アサトは超能力者で、物だけでなく傷さえも移動させる力を持っていた。
その夜タケオのもとに自身の保護者だった神田が現れ、今はアサトの保護者となったため彼の過去を語る。アサトは小学生の頃、母・響子が父を包丁で刺殺する所に遭遇し、その包丁で母に傷を負わせてしまった。その結果響子はタケオの町の刑務所に服役中で、アサトは保護観察の身となる。暗い過去に引かれることを心配するアサトに、タケオは子供の頃に父親の虐待により右肩にヤケドを負った過去を話して励ます。
後日タケオは遊具が壊れて遊べなくなった公園を見つけ、アサトとシホと3人で直し子供たちを喜ばせる。その後もアサトはタケオやシホと過ごす内に徐々に親しくなり、シホに好意を寄せ始める。そんな時タケオは左肩のヤケド痕が消えたことや、アサトの体に複数の傷ができていることに気づく。アサトは、親しくなった子供たちが遊びの中でできた傷やタケオのヤケド痕を超能力を使って移動させていたとタケオに告白。
するとタケオは長年意識がない父親が入院する病院にアサトを連れて行き、ヤケド痕を父親に移すよう指示する。躊躇するアサトにタケオは「この男は痛みの感覚もないから罪悪感を感じなくていい、今度から他人から傷を受け継いだらこの男に移せばいい」と告げる。戸惑いながらもヤケド痕を移したアサトは、それ以降他人からもらった傷を移しに病院を訪れるようになる。
ある時タケオは、神田からシホがいつもマスクをしているのは中学生の頃にいじめに遭い、口元にできた一生傷を隠すためだと知る。タケオはアサトに「この町にシホが留まっているのは顔の傷に劣等感があるから。シホが好きなら傷を取るな」と忠告。しかし後日タケオが見たシホの顔から傷が消えており、代わりにアサトの口元に傷ができていた。タケオが心配した通りシホが町を離れたが、アサトは後悔していない。
数日後、アサトは響子との面会を知らせるはがきが届き、数年ぶりに母に会えると笑顔を見せる。当日アサトを車で刑務所に送り届けたタケオは、母への想いを笑顔で語るアサトに影響を受け、父親がいる病院に向かう。一方、都会で暮らし始めたシホは素顔で暮らせる喜びを感じるが、アサトのことが気にかかる。アサト、タケオ、シホはそれぞれ自分自身と向きあおうとした矢先、タケオが複数の車が絡む大事故に巻き込まれる。

## キャスト
アサト
演 - 小池徹平（幼少：飛田光里）
超能力(サイコキネシス)が使える若者(作中でのアサトの超能力については後述)。家庭の事情で叔母の家で暮らしながら定時制高校に通う。過去の母親の事件や特殊な力のせいで友達ができないことを寂しく感じている。シホに好意を寄せるようになる。大人しい性格でお人好しで、身近にケガをしている人がいると放っておけない。母親想いで響子宛に時々手紙を送っており、いつか一緒に暮らしたいと願っている。
タケオ
演 - 玉木宏（幼少：桑代貴明）
ケンカが強い青年。普段は自動車解体業で働いている。地元では腕っ節が強いことで知られ、不良に出会えばすぐケンカになる。仕事柄手先が器用で物を解体したり直したりができる。子供の頃に虐待されたせいで父親を憎んでいる。シホの店のアボカドバーガーが好き。「DIGNITY」(意味は威厳や品位)と書かれたTシャツをよく着ている。
シホ
演 - 栗山千明
町の飲食店で働く若い女性。いつもマスクを着用している。過去に学校でいじめにあったことが原因で、自分に自信が持てず引っ込み思案な性格。アサトがクレーンゲームで(タケオに言われて超能力を使い無料で)手に入れた景品のやや不気味な人形をもらう。アサトとタケオの3人で遊具が壊れた近所の公園を直したり、テーマパークに遊びに行くなど仲良く過ごす。

### その他の主な登場人物
小野響子（おの きょうこ）
演 - 斉藤由貴
夫(アサトの父)を殺めた罪で刑務所に服役中。アサトから何度か手紙を受け取っているが事件以来会っていない。後に数年ぶりにアサトと面会し、アサトとの思い出話を語る。
神田幸助（かんだ こうすけ）
演 - 泉谷しげる
アサトの保護司。数年前に傷害事件を起こしたタケオの保護司も務めたことがある。保護司にしてはかなり砕けた性格で、作中では「俺に守秘義務なんてねーよ」などと言っている。
タケオの父
演 - 仲野茂
クモ膜下出血により入院中で、何年も意識がない状態が続く。タケオが小さいころに仕事を辞めてから、酒を飲んでは暴力を振るうようになり、そのせいで妻も出て行っている。
地元の不良
演 - 永岡佑
何人かいる地元の不良の一人。冒頭でタケオとのケンカで病院送りにされたことを根に持ち、タケオに仕返しする機会をうかがう。
近所の子供たち
演 - 福原遥、古田大虎、小倉史也
アサト、タケオ、シホの3人が、遊具が壊れた公園を直してくれた時にみんなで喜んで公園に遊びに来るようになる。特にアサトは自分たちのケガを治してくれるので頼りにされている。
アサトのいとこ
演 - 水本凜
服役中の響子に代わり母親(アサトの叔母)、妹、アサトと一緒に暮らす。父親は登場していないが、家族仲が良く夕食時も楽しく会話している。

## アサトの超能力について
- アサトの不思議な力とは、サイコキネシスで心で念じることで触れることなく物を動かせる。響子によるとこの能力は生まれつきで、アサトが泣き出すと同時に家中のガラスが割れる現象もあったとのこと。
- また、アサトと他人との間で様々な傷を移動させるという能力も持ち、作中では普通の物より、傷を移動させるこの能力が主に使われている。具体的には念じながら相手の傷に触れると、アサトの体の同じ場所に傷を移動させることができる。また逆にアサトの傷を相手に移動させることもできる。
- この能力は、アサトの体に傷を移動させることで結果的に相手の傷を治すことができる。ただし、その傷はアサトの傷として治るまで受け継ぐか、傷をさらに他人に移動させることになる。ちなみに相手のケガが大きい時は、アサトが半分受け継ぐことで相手のケガを浅くする(二人でケガを分け合う)ということもできる。

## スタッフ
- 監督：荻島達也[2]
- 原作：乙一[2]
- プロデューサー：松橋真三[2]、近藤正岳[2]
- 共同プロデューサー：柳崎芳夫[2]、小池賢太郎[2]
- 脚本：坂東賢治[2]
- 音楽：池頼広[2]
- 撮影：中山光一[2]
- 照明：川口要一[2]
- 美術：石森達也[2]
- 録音：益子宏明[2]
- 編集：森下博昭[2]
- 配給：東映[2]
- 製作：「KIDS」製作委員会（東映、エイベックス・エンタテインメント、バーニングプロダクション、STUDIO SWAN、東映ビデオ、SWANフィルムパートナーズ、白組）[2]

## 主題歌
- 槇原敬之「Firefly〜僕は生きていく」